# El Aamria
El Aamria  (in arabo العامرية‎?) è un centro abitato e comune rurale del Marocco situato nella provincia di El Kelâat Es-Sraghna, regione di Marrakech-Safi. Conta una popolazione di 9 454 abitanti (censimento 2014).